# Psyllobora borealis
Psyllobora borealis är en skalbaggsart som beskrevs av Thomas Casey 1899. Psyllobora borealis ingår i släktet Psyllobora och familjen nyckelpigor. Inga underarter finns listade i Catalogue of Life.